# Estudiantes de Xalapa FC
El Estudiantes de Xalapa o mejor conocidos como los Búhos de Xalapa es un equipo de fútbol de México que juega en la Tercera División Profesional de México. Tiene como sede la ciudad de Xalapa. Se encuentra en el grupo II de dicha rama. Actualmente Participa en la Tercera División de México con el objetivo ascender a la Segunda División de México.